# Brétigny-sur-Orge
Brétigny-sur-Orge település Franciaországban, Essonne megyében. Lakosainak száma 26 658 fő (2022. január 1.). Brétigny-sur-Orge Saint-Michel-sur-Orge, Leudeville, Leuville-sur-Orge, Longpont-sur-Orge, Marolles-en-Hurepoix, La Norville, Le Plessis-Pâté és Saint-Germain-lès-Arpajon községekkel határos.

## Népesség
A település népességének változása:
| Lakosok száma | 25 624 | 26 215 | 26 702 | 26 528 | 26 878 | 27 412 | 27 006 | 27 106 | 26 658 |
|               | 2013   | 2015   | 2016   | 2017   | 2018   | 2019   | 2020   | 2021   | 2022   |